# Нил (мифология)
В греческой мифологии Нил представляет собой божество одноименной реки в Египте. Соответствует египетскому Хапи. Филострат Старший  описывает Нила как важного для египтян бога сельского хозяйства и судоходства и сравнивает его с Посейдоном.
Нил являлся одним из трех тысяч речных богов — детей Океана и Тефиды. Он сам, в свою очередь, был отцом нескольких сыновей и дочерей.
Согласно «Теогонии» Гесиода, Нил связан с мифами круга Ио — сын Ио Эпаф заключил брак с дочерью Нила Мемфидой. Кроме того, согласно некоторым мифам, именно Нил перенес Ио в образе коровы в Египет, где она смогла освободиться от преследовавшего ее овода, посланного Герой.
Дочь Нила Анхиноя стала женой царя Египта Бела.
Нил может быть отцом нимф Калиадны и Поликсо.
Когда Фаэтон управлял божественной колесницей своего отца Гелиоса и не справился с управлением, Нил испугался конца света и спрятался так, что река пересохла на семь месяцев.